# Jolande Sap
Jolande Sap (født 22. maj 1963 i Venlo, Holland) er hollandsk politiker, økonom og filosof. Hun har siden slutningen af 2010 været formand af GroenLinks.